# هنرمندی از جهان شناور
هنرمندی از جهان شناور (به انگلیسی: An Artist of the Floating World) کتابی نوشتهٔ کازو ایشی گورو نویسندهٔ انگلیسی-ژاپنی است که در سال ۱۹۸۹ موفق شد جایزه وایت برد را از آن نویسنده‌اش کند.
این کتاب در ایران با ترجمه یاسین محمدی توسط نشر افراز منتشر شده‌است.

در توضیحات کوتاه کتاب آمده‌است:
... در طول این سال‌ها نکات زیادی آموخته‌ام. از تفکر دربارهٔ جهان عیش، و تشخیص زیبایی شکنندهٔ آن، بسیار آموخته‌ام. اما حالا احساس می‌کنم وقتش رسیده که به مسائل دیگر بپردازم. سنسه، عقیدهٔ من این است که در زمانهٔ دشواری مثل این، هنرمندان باید بیاموزند برای چیزهای ملموس‌تری ارزش قائل شوند، نه آن چیزهای لذت‌بخشی که با نور صبحگاهی ناپدید می‌شوند. لازم نیست همیشه هنرمندان، جهانی منحط و بسته را اشغال کنند. ضمیر من، سنسه، به من می‌گوید که نمی‌توانم برای ابد هنرمندی از جهان شناور باقی بمانم…